# Jesús Manzaneque
Manzaneque  Sánchez est un nom espagnol. Le premier nom de famille, en général paternel, est Manzaneque ; le second, en général maternel, souvent omis, est Sánchez.
Jésus Manzaneque Sánchez (né le 1er janvier 1943 à Campo de Criptana dans la province de Ciudad Real en Castille-La Manche) est un coureur cycliste professionnel espagnol.
Son frère cadet Fernando a également été cycliste professionnel.

## Palmarès
- 1968
  - Tour des Asturies
  - 5e étape du Tour de Navarre
  - 2e de la Clásica a los Puertos
- 1969
  - Tour d'Aragon
  - Trofeo Elola
  - 3e de la Clásica a los Puertos
  - 3e du Tour de Catalogne
- 1970
  - 2ea étape du Tour du Levant (contre-la-montre par équipes)
  - 6e étape du Tour d'Aragon
  - Trois Jours de Leganés
  - Grand Prix de Biscaye
  - 2e du Tour du Levant
  - 2e du Tour d'Aragon
  - 4e du Tour d'Espagne
- 1971
  - Prologue du Tour de Catalogne (contre-la-montre par équipes)
  - Classement général du Tour de La Rioja
  - 3e du Grand Prix de Biscaye
- 1972
  - 6eb (contre-la-montre par équipes) et 9eb étapes du Tour d'Espagne
  - 2e du Tour du Pays basque
  - 3e du Tour d'Espagne
  - 3e de la Semaine catalane
  - 7e du Tour d'Espagne
- 1973
  - Prologue du Tour du Levant (contre-la-montre par équipes)
  - Tour d'Aragon :
    - Classement général
    - Prologue (contre-la-montre par équipes)

  - 1re étape du Tour des vallées minières
  - Tour des Asturies :
    - Classement général
    - 3eb (contre-la-montre par équipes) et 5e étapes

  - Tour du Portugal
  - Tour de Cantabrie :
    - Classement général
    - 2eb étape (contre-la-montre)

  - Prologue et 6e étape du Tour de Catalogne
  - Tour de La Rioja :
    - Classement général
    - 1re étape (contre-la-montre)

  - Escalade de Montjuïc
  - 2e du Gran Premio Nuestra Señora de Oro
  - 2e du Tour de Catalogne
  - 10e du Tour d'Espagne
- 1974
  - 4eb étape du Tour du Pays basque (contre-la-montre)
  - 7e étape du Critérium du Dauphiné libéré
  - Prologue du Tour de Cantabrie
  - 2eb étape des Trois Jours de Leganés
  - Trofeo Elola
  - Tour de La Rioja :
    - Classement général
    - 2eb étape (contre-la-montre)

  - 2e du Tour du Pays basque
  - 3e du Grand Prix de Biscaye
- 1975
  - Prologue du Tour du Levant
  - 5eb étape du Tour du Pays basque (contre-la-montre)
  - 19eb étape du Tour d'Espagne (contre-la-montre)
  - Prologue du Tour d'Aragon (contre-la-montre par équipes)
  - 2ea étape du Tour des Asturies (contre-la-montre par équipes)
  - 3e étape du Tour de La Rioja
  - 2e du Tour du Pays basque
  - 2e du Tour de La Rioja
  - 3e du Trofeo Elola
  - 10e du Tour d'Espagne
- 1976
  - 4e étape du Tour d'Andalousie
  - Prologue du Tour d'Aragon (contre-la-montre par équipes)
  - Prologue du Tour de Cantabrie
  - 2e du Tour d'Aragon
- 1979
  - 2e du Tour de La Rioja
- 1980
  - 3e du Mémorial Manuel Galera

## Résultats sur les grands tours

### Tour d'Espagne
13 participations
- 1964 : 41e
- 1965 : 43e
- 1966 : 32e
- 1967 : 44e
- 1970 : 4e
- 1972 : 7e, vainqueur des 6eb (contre-la-montre par équipes) et 9eb étapes
- 1973 : 10e
- 1974 : 24e
- 1975 : 10e, vainqueur de la 19eb étape (contre-la-montre)
- 1976 : 25e
- 1977 : 34e
- 1979 : 29e
- 1980 : 49e

### Tour de France
4 participations 
- 1971 : 53e
- 1973 : 39e
- 1974 : 46e
- 1976 : abandon (10e étape)

### Tour d'Italie
- 1971 : 37e
- 1972 : 21e